# Malika Sorel
Pour les articles homonymes, voir Sorel.
Malika Sorel-Sutter, née à Marseille sous le nom de Halima Mayouf et plus connue sous le nom de Malika Sorel, est une essayiste et femme politique française ayant également la nationalité algérienne.
Elle est nommée membre du Haut Conseil à l'intégration par Nicolas Sarkozy en 2009, fonction qu'elle occupe jusqu'à la dissolution de l'instance en 2012.
Après avoir échoué à obtenir une place au gouvernement, elle figure en deuxième position sur la liste du Rassemblement national (RN) pour les élections européennes de 2024, à l'issue desquelles elle est élue députée. Elle se désaffilie de la délégation RN l'année suivante puis siège comme non-inscrite au Parlement européen.

## Biographie

### Famille et formation
Halima Mayouf naît à Marseille de parents algériens.
Elle fait ses études primaires et secondaires dans le système éducatif français et vit une quinzaine d'années en Algérie.
Elle est ingénieure de l'École polytechnique d'Alger, titulaire d'un diplôme d'études approfondies en automatique et traitement du signal et d'un master en administration des affaires à Sciences Po Paris, en 1996.
Elle épouse M. Sorel-Sutter et prend le nom de Malika Sorel, puis, vers ses trente ans, la nationalité française.

### Carrière et parcours politique
Elle refuse de confirmer au Monde l'existence d’un travail rémunéré après ses études, mais selon le JDD,, elle aurait travaillé au recrutement de cadres pour le secteur des hautes technologies. Elle commence ensuite à écrire sur des sujets de société. Ses travaux s'intéressent aux problèmes de l'éducation et la formation des jeunes générations, la politique familiale, les problématiques de l'immigration ainsi que la politique étrangère de la France.
Le 4 septembre 2009, elle est nommée, par le président de la République Nicolas Sarkozy, membre du Haut Conseil à l'intégration créé par Michel Rocard en 1989, fonction qu'elle occupe bénévolement jusqu'à échéance du décret du HCI, non renouvelé par François Hollande, en septembre 2013. Selon Le Monde, elle participe activement aux réunions du HCI mais ne prend en main aucun rapport, et d'anciens membres du conseil estiment que dialoguer avec elle était impossible. Luc Ferry au contraire la considère « remarquable ».
Elle soutient François Fillon pour l'élection présidentielle de 2017. 
En mars 2024, Le Canard enchaîné rapporte alors que quelques mois avant de figurer deuxième sur liste RN pour les élections européennes de 2024, elle avait « inondé de textos » la messagerie du président de la République pour faire savoir son intérêt pour le ministère de l'Éducation nationale lors d'un remaniement. Emmanuel Macron aurait ainsi réagi  : « Cette dame que je ne connaissais pas a fait acte de candidature pour le gouvernement. Et elle vient de toper pour être numéro deux de M. Bardella. Voilà, voilà »,.

#### Rapprochement vers l'extrême droite
En mars 2024, Malika Sorel annonce qu'elle rejoint la liste de Jordan Bardella, sous la bannière du Rassemblement national, sans adhérer au parti, pour les élections européennes de juin. Elle figure en deuxième position sur la liste,. Selon Le Monde, Malika Sorel a considérablement enjolivé son parcours pour décrocher une place éligible aux européennes,.
Élue députée européenne sur la liste du Rassemblement national, Malika Sorel quitte la délégation du RN au Parlement européen en avril 2025 et évoque un refus de « se soumettre à des logiques partisanes »,, mais aussi une « déception » et un « inconfort [...] croissant à mesure que je me retrouvais confrontée à une logique de groupe oppressante qui impose de renoncer à tout degré de liberté et annihile toute possibilité de réflexion intellectuelle ». Des élus du RN l’appellent alors à renoncer à son mandat,,. Alors qu'elle siégeait jusque-là au sein du groupe Patriotes pour l'Europe (PfE), elle devient non-inscrite.

## Positions idéologiques
Plusieurs médias notent que ses prises de positions sont publiées sur des sites comme, entre autres, Riposte Laïque, que son blog est régulièrement cité par des sites d'extrême droite, que le bloc identitaire « fait son panégyrique »,. Selon Libération, elle est également soutenue par une gauche que le journal qualifie de « laïcarde ».
Le Monde note ses positions identitaires. D'après Philippe Marlière, elle défend une politique assimilationniste envers les populations immigrées en France.

## Distinction
Elle est nommée au grade de chevalier dans l'ordre national de la Légion d'honneur le 13 juillet 2011 au titre d'« écrivaine, membre du Haut Conseil à l'intégration ; 23 ans de services ».

## Publications
- Le Puzzle de l'intégration : les pièces qui vous manquent, Paris, Éditions Mille et Une Nuits, 2007, 269 p. (ISBN 978-2-7555-0029-5).
- Immigration, intégration : le langage de vérité, Paris, Éditions Mille et Une Nuits, 2011, 288 p. (ISBN 978-2-7555-0615-0).
- Décomposition française : comment en est-on arrivé là ?, Paris, Fayard, 2015, 312 p. (ISBN 978-2-213-67853-5).
  - Elle y dénonce « la faillite des élites » qui, selon elle, prennent des décisions sur l'immigration et l'intégration sans consulter les Français[24].
- Les Dindons de la farce, Paris, Albin Michel, 2022, 170 p. (ISBN 978-2-226-47396-7).

## Pour approfondir